# Armoni
Armoni var enligt Bibeln en av två söner som Rispa, Ajas dotter, hade fött åt Saul. Han och hans bror Mefivoshet utlämnades åt givoniterna som högg dem i stycken på Herrens berg (2 Sam. 21:8–9).